# Einzelfall
Der Einzelfall ist ein konkretes Ereignis oder eine Situation, die individuell zu beurteilen oder zu behandeln sind, oder etwas, das eine Ausnahme darstellt und sich nur mit geringer Wahrscheinlichkeit in derselben Form wiederholen wird.

## Allgemeines
Mit dem vom Duden so definierten Begriff wird suggeriert, dass ein Einzelfall weder ohne weiteres verallgemeinert werden noch als repräsentativ angesehen werden darf. Es ist deshalb einerseits durchaus möglich, dass ein Einzelfall eine Ausnahmeerscheinung darstellt und als solche auch beurteilt werden muss. Andererseits kann etwas nur deshalb als Einzelfall angesehen werden, weil der Überblick oder die Transparenz über die Gesamtheit fehlt. Dann können Einzelfall und Einzelbeobachtung aus selektiver Wahrnehmung resultieren. Die Betrachtung von Einzelfällen wird in verschiedenen Fachgebieten als Kasuistik oder Fallbericht bezeichnet. 

## Logik
Die logischen Methoden lassen sich unterscheiden nach:
- Deduktion: Schlussfolgerung vom Allgemeinen auf den Einzelfall;
- Induktion: Schlussfolgerung von Einzelfällen auf das Allgemeine;
- Analogieschluss: Schluss von einem Einzelfall auf einen anderen Einzelfall aufgrund einer vorhandenen Vergleichbarkeit zwischen beiden Fällen.

Dieser drei Methoden der Logik bedienen sich sämtliche Einzelwissenschaften, wenn sie im Rahmen einer Analyse Beobachtungen machen, die aus Einzelfällen resultieren oder auf solche herunter gebrochen werden. Es wird die induktive Methode angewandt, die von einem einzelnen beobachteten Phänomen versucht, allgemein geltende Gesetzmäßigkeiten oder Naturgesetze abzuleiten. Dabei spielen Häufigkeitsverteilungen eine besondere Rolle, weil sie angeben, wie oft ein Einzelfall bei sämtlichen Beobachtungen vorgekommen ist. Liegen im Hinblick auf einmalige Ereignisse bei Einzelfällen keine Häufigkeitsverteilungen vor, entfallen statistische Wahrscheinlichkeitsschätzungen für Prognosen.

## Recht
Gesetze im materiellen Sinn (auch: materielles Gesetz) sind generell-abstrakte Regelungen mit Außenwirkung. Sie sind generell formuliert, um möglichst viele Einzelfälle des Alltags erfassen zu können. Umgekehrt fragt die teleologische Auslegung nach Sinn und Zweck eines Gesetzes, der sogenannten ratio legis. Überprüft wird dabei, ob dieser Sinn und Zweck eines Gesetzes auch im Einzelfall erfüllt wird. Gegensatz zu diesen allgemeingültigen Gesetzen sind Einzelfallgesetze, die lediglich auf eine Person oder einen einzigen Sachverhalt anwendbar sind. Dem entspricht im Verwaltungsrecht die Einzelfallentscheidung, die nicht automatisch auf alle anderen gleichwertigen Fälle angewendet werden kann. Der Einzelfall ist Tatbestandsmerkmal des Verwaltungsaktes gemäß § 35 Satz 1 VwVfG. Die Prüfung eines Einzelfalls im verwaltungsrechtlichen Sinne vollzieht sich anhand der sachlichen (konkret) und der persönlichen Maßnahme (individuell). Dieses Merkmal grenzt den Verwaltungsakt von Rechtsnormen ab. Bestimmte Entscheidungen des Bundesverfassungsgerichts, insbesondere über die Verfassungsmäßigkeit einer Rechtsnorm, haben Gesetzeskraft (§ 31 Abs. 2 BVerfGG) und gelten daher über den beurteilten Einzelfall hinaus.

## Wirtschaftswissenschaft
Geht die Volkswirtschaftslehre induktiv vor, versucht sie von einem Einzelfall über die Erklärung des Finalzusammenhangs (Mittel-Zweck) oder des Kausalzusammenhangs (Ursache-Wirkung) zur Erkenntnis von Gesetzmäßigkeiten und zu einer Gesamterkenntnis zu gelangen. Da Wirtschaftsprozesse auf menschlichen Handlungen beruhen, sind Regelmäßigkeiten in den Beziehungen zwischen ökonomischen Phänomenen nur als allgemeine Tendenzen festzustellen, die jedoch nicht zwangsläufig für den Einzelfall gelten. Dabei kann durchaus ein singuläres Ereignis im Vordergrund der ökonometrischen Analyse stehen, wenn es beispielsweise darauf ankommt, die Effekte einer wirtschaftspolitischen Maßnahme auf bestimmte ökonomische Variablen einzuschätzen.
Auch die Betriebswirtschaftslehre lebt vom konkreten, beobachtbaren Einzelfall, aus welchem generalisierende, abstrahierende Theorieaussagen abzuleiten sind, die mit den Bedingungen des konkreten Einzelfalls konfrontiert werden können. Fritz Philipp sieht das Besondere der betriebswirtschaftlichen Lehren auch darin, dass sie „im Realfall, im Einzelfall gründen“.